# Zimica
Zimica – wieś w Słowenii, w gminie Duplek. W 2018 roku liczyła 344 mieszkańców.